# (7636) Comba
(7636) Comba est un astéroïde de la ceinture principale.

## Description
(7636) Comba est un astéroïde de la ceinture principale. Il fut découvert le 5 février 1984 à la station Anderson Mesa par Edward L. G. Bowell. Il présente une orbite caractérisée par un demi-grand axe de 2,60 UA, une excentricité de 0,08 et une inclinaison de 9,8° par rapport à l'écliptique.

## Compléments